# حنفية
الحنفية أو الأحناف أو المذهب الحنفي أو الفقه الحنفي ينسب هذا المذهب لأبي حنيفة النعمان (80هـ - 150هـ)، وهو مذهب فقهي من المذاهب الفقهية الأربعة المشهورة عند أهل السنة والجماعة كالمذهب المالكي، والمذهب الشافعي، والمذهب الحنبلي.
يعد المذهب الحنفي من أكثر المذاهب التي كتب لها الاستمرار وتلقتها الأمة بالقبول ويُسمى مذهب أهل الرأي، وهو المذهب الأكثر انتشاراً في العالم، وهو أقدم المذاهب الأربعة، وتتمثل أهمية هذا المذهب في أنه ليس مجرد أقوال الإمام أبي حنيفة وحده، ولكنه أقواله وأقوال أصحابه. ويعتبر مذهب الأحناف من المذاهب التي كان لها فضل كبير على الفقه الإسلامي، من خلال تحرير مسائله، وترتيبها في أبواب، حيث يعد الإمام أبو حنيفة أول من دون علم الشريعة ورتبه أبوابًا، ثم تابعه مالك بن أنس في ترتيب الموطأ، ولم يسبق أبا حنيفة في ذلك أحد، لأن الصحابة والتابعين لم يضعوا في علم الشريعة أبوابًا مبوبة، ولا كتبًا مرتبة، وإنما كانوا يعتمدون على قوة حفظهم، فلما رأى أبو حنيفة العلم منتشرًا، خاف عليه الخلف السوء أن يضيعوه، فدونه وجعله أبوابا مبوبة، وكتبًا مرتبة، فبدأ بالطهارة ثم بالصلاة، ثم بسائر العبادات، ثم المعاملات، ثم ختم الكتاب بالمواريث وهو الأمر الذي اعتمده الفقهاء من بعده.
ترجع نشأة المذهب الحنفي إلى أوائل القرن الثاني الهجري، وتحديداً سنة 120 هـ، وذلك يوم أن جلس أبو حنيفة على كرسي الإفتاء والتدريس خلفاً لشيخه حماد بن أبي سليمان، فكان هذا العام شاهداً على نشوء أول مذهب فقهي معتمد. ومن خلال هذه المدرسة الفقهية التي ترأسها الإمام أبو حنيفة نفسه، أخذ المذهب الحنفي في التمدد والانتشار؛ إذ أصبح له تلاميذ وأصحاب يلازمون حلقته، ويدونون أراءه وينشرونها، فكان لهم بذلك - لاسيّما الصاحبين أبي يوسف ومحمد بن الحسن الشيباني - دور كبير في قيام المذهب، وانتشار آرائه وأقواله. يقول ابن عبد البر: «كان لأبي حنيفة أصحاب جلّة، رؤساء في الدنيا، ظهر فقهه على أيديهم، أكبرهم أبو يوسف يعقوب بن إبراهيم الأنصاري». وقال ابن حجر الهيتمي: «ورزق - يعني أبا حنيفة - حظاً وافراً في أتباعه؛ فقاموا بتحرير أصول مذهبه وفروعه، وأمعنوا النظر في منقوله ومعقوله، حتى صار - بحمد الله - مُحكم القواعد، معدن الفوائد».
فأما أبو يوسف: فقد كان أول من صنف الكتب في مذهب أبي حنيفة، فدوّن آراءه ورواياته، وذلك من خلال مصنفاته؛ ككتاب «الآثار» الذي رواه عن أبي حنيفة، وكتاب «اختلاف ابن أبي ليلى» الذي انتصر فيه لشيخه في خلافه مع ابن أبي ليلى، وكتاب «الرد على سير الأوزاعي» الذي انتصر فيه أيضاً لمذهبه وشيخه. بالإضافة إلى ذلك فإن أبا يوسف تولى القضاء للعباسيين طيلة ست عشرة سنة، وأوكل إليه مهمة اختيار القضاة وتوليتهم في أرجاء الخلافة العباسية، وكان لا يولّي في الغالب إلا حنفي المذهب؛ فكان لذلك أثر كبير في نشر فقه أبي حنيفة وأقواله في ربوع أرض الخلافة الإسلامية.
وأما محمد بن الحسن الشيباني: فهو راوية المذهب الحنفي، الذي نشر علم أبي حنيفة أيضاً بتصانيفه الكثيرة؛ حيث قام بتدوين الأصول الستة للمذهب الحنفي، أو ما يعرف بكتب ظاهر الراوية، والتي تعد المرجع الأول في فقه الحنفية، وهذه الكتب هي المبسوط (الأصل)، والزيادات، والجامع الصغير، والجامع الكبير، والسّير الصغير، والسّير الكبير.
ويمكن تقسيم الأطوار والمراحل التي مر بها المذهب الحنفي منذ نشأته وحتى يومنا إلى ثلاث مراحل:

## تأسيس المذهب ونشأته
وهذه المرحلة تبدأ من عهد الإمام أبي حنيفة حتى وفاة الحسن بن زياد اللؤلؤي (ت 204 هـ) أحد كبار تلامذته. ويُعنى بتلك المرحلة: مرحلة تأسيس المذهب وقيامه، ووضع أصوله، وإرساء قواعده، والتي على أساسها يتم استنباط الأحكام، وتخريج الفروع، وقد تم ذلك على يد الإمام نفسه، وبإرشاد منه؛ كما رجح ذلك الشيخ محمد أبو زهرة، مع مشاركة كبار تلامذته؛ حيث كان لأبي حنيفة طريقة فريدة في التدريس؛ تقوم على المحاورة والمناظرة في المسائل الفقهية حتى يستقر الرأي على حكم، وحينئذ يأمر أبا يوسف بتدوينه.
يقول الموفق المكي مبيناً طريقة أبي حنيفة في تدريس أصحابه: «فوضع أبو حنيفة مذهبه شورى بينهم، لم يستبد فيه بنفسه دونهم؛ اجتهاداً منه في الدين، ومبالغة في النصيحة لله ورسوله والمؤمنين، فكان يُلقي مسألة مسألة، يقلبهم ويسمع ما عندهم، ويقول ما عنده، ويناظرهم شهراً أو أكثر من ذلك حتى يستقر أحد الأقوال فيها، ثم يُثبتها القاضي أبو يوسف في الأصول، حتى أثبت الأصول كلها». وبناء على ذلك فإن تلاميذ أبي حنيفة كانوا مشاركين في تأسيس هذا البناء الفقهي، ولم يكونوا مجرد مستمعين، مُسلّمين لما يطرح عليهم. ولم يكن أبو يوسف وحده هو الذي يقوم بتدوين ما استقر عليه الرأي، بل كان يوجد في حلقة أبي حنيفة عشرة يقومون بالتدوين، على رأسهم الأربعة الكبار: (أبو يوسف، محمد بن الحسن الشيباني، زفر بن الهذيل، الحسن بن زياد اللؤلؤي).
ولقد قام هؤلاء الأصحاب - خاصة الصاحبين: (أبا يوسف ومحمد بن الحسن) - بعد وفاة شيخهم بجهود كبيرة في تطوير المذهب وتنقيحه؛ فقاموا بتنقيح تلك الآراء التي اعتمدوها على عهد شيخهم، وأعادوا النظر فيها، وراجعوها في ضوء ما استُجد من أدلة وما حصل من تغيُّر في حياة الناس ومشاكلهم، ولذا وجدنا أبا يوسف ومحمد بن الحسن قد تراجعا عن كثير من الآراء التي اعتمدها إمامهم لمّا اطلعا على ما عند أهل الحجاز. وكان من آثار ذلك أن خالفوا إمامهم في جملة من المسائل الأصلية والفرعية، ومع ذلك فهم مجتهدون ومنتسبون إلى الإمام؛ لأنهم اعتمدوا قواعده، وساروا على طريقته في الاجتهاد. ولذلك دُوّنت آراؤهم مع آراء أبي حنيفة، وعُدّ الجميع مذهباً للحنفية، بل أحياناً تكون الفتوى عندهم على رأي أبي حنيفة، وأحياناً على رأي الصاحبين أو غيرهما.

## التوسع والنمو والانتشار

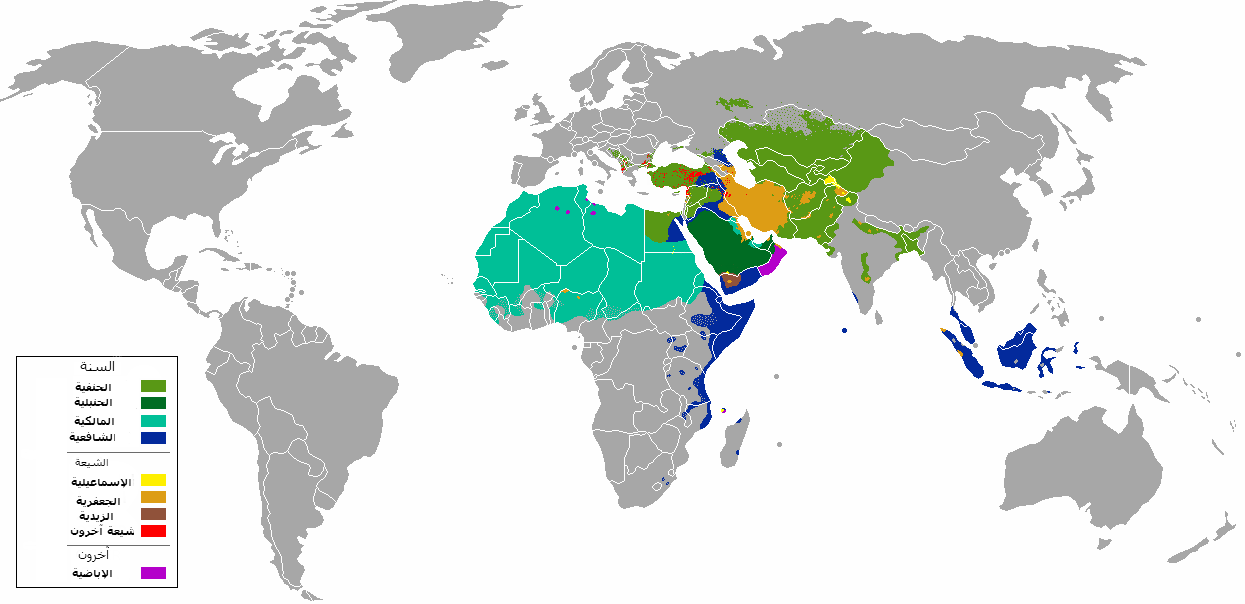
أماكن انتشار المذهب الحنفي (اللون الأخضر الفاتح) في العالم.

وتبدأ هذه المرحلة من وفاة الإمام الحسن بن زياد اللؤلؤي (ت 204 هـ)، وتنتهي بوفاة الإمام عبد الله بن أحمد بن محمود النسفي (ت 710 هـ) صاحب المتن المشهور «كنز الدقائق»، وهذا يعني أن ابتداء هذه المرحلة كان من بدايات القرن الثالث الهجري، وحتى نهاية القرن السابع الهجري. وقد مثلت هذه المرحلة أزهى وأغنى المراحل التي مر بها الفقه الحنفي، من حيث التوسع والانتشار، ومن حيث توسع اجتهاداته، وتطور آرائه؛ فقد ظهر في بداية هذه المرحلة طبقة المشايخ، أو كبار علماء المذهب، الذين بذلوا جهوداً ضخمة في تحرير المذهب، وتحديد مصطلحاته، وبيان أصول الترجيح والتخريج، وكانت كتب محمد بن الحسن الشيباني أو ما اصطلح على تسميتها بكتب «ظاهر الراوية» هي الممثل الأول للمذهب، والناطق بآرائه وأقواله.
كما نشطت حركة التأليف والتدوين، وطرقت شتى الأبواب والمسائل الفقهية، وتعرضت لبيان رأي المذهب فيما استجد من نوازل وقضايا في تلك المرحلة، فظهرت المتون أو المختصرات؛ كمختصر الطحاوي (ت 321 هـ)، والكَرْخي (ت 340 هـ)، والقدوري (ت 428 هـ)، وبداية المبتدي لبرهان الدين المرغيناني (ت 593 هـ)، وغيرهما. كما ظهرت الشروح والمطوّلات؛ كالمبسوط لشمس الأئمة السرخسي (ت 490 هـ)، وبدائع الصنائع لعلاء الدين الكاساني (ت 587 هـ)، والهداية للمرغيناني، وغيرها. كما ظهرت كتب الفتاوى والنوازل؛ كفتاوى النوازل للفقيه أبي الليث السمرقندي (ت 375 هـ)، وفتاوى الحسن بن علي الحلواني (ت 448 هـ)، وفتاوى الصدر الشهيد (ت 536 هـ)، وفتاوى قاضيخان (ت 592 هـ)، وغير ذلك كثير من المصنفات والمدونات التي تعد ثروة علمية ضخمة من التراث الحنفي، خلّفتها لنا تلك المرحلة النشطة من تاريخ المذهب الحنفي.
وظهر في تلك المرحلة أيضاً، وتحديداً في القرن الرابع الهجري نوع آخر من التأليف عن الحنفية، وهو ما يُعرف بالتأصيل الحديثي للمذهب؛ كما تشير إلى ذلك مصنفات الإمام الطحاوي الحديثية؛ كشرح معاني الآثار، ومُشكِل الآثار. كما برزت مدرستان أصوليّتان عند الحنفية، لكل منهما ما يميّزها عن الأخرى، وهما:
1. مدرسة العراقيين، وعلى رأسها أبو الحسن الكَرْخي: وتعد تلك المدرسة امتدادا لطريقة الإمام أبي حنيفة وأصحابه الأوائل.
2. مدرسة مشايخ سمرقند، وعلى رأسها أبي منصور الماتريدي: وقد تميزت تلك المدرسة بربط مسائل الأصول بمسائل العقيدة؛ مما أدي إلى وجود بعض الاختلافات والانفرادات عن مدرسة العراقيين.[22]

## مرحلة الاستقرار
وتبدأ تلك المرحلة من وفاة الإمام حافظ الدين النسفي (ت 710 هـ)، أو من بداية القرن الثامن الهجري، وحتى وقتنا المعاصر. وأهم ما يميز هذه المرحلة هو غلبة الركود والجمود الفقهي، على عكس ما كانت عليه المرحلة السابقة؛ حيث اكتفى أصحاب هذه المرحلة بالاعتماد على ما خَلّفه الأوّلون من الآراء والأقوال الفقهية، دون تجاوز إلا على سبيل الشرح، أو التعليق، أو الردود؛ فكانت كل مصنفات تلك المرحلة وفقاً لذلك. وقد ترتّب على ذلك أن أُشبعت مسائل المذهب وفروعه بحثاً، ومناقشة، وإيضاحاً، وتأييداً، مما جعل المذهب أو الرأي الراجح فيه يظهر بصورة أكثر وضوحاً. ومما يصوّر لنا الجمود الذي كان سمة لتلك المرحلة؛ أن المجتهد الذي بلغ رتبة الاجتهاد لا يسعه الخروج عن أقوال المذهب إلا للضرورة، وإن كان ما توصَّل إليه باجتهاده أقوى دليلاً من سائر أقوال المذهب؛ يقول الإمام ابن عابدين معلقاً على المقولة المأثورة عن الإمام أبي حنيفة: «إذا صح الحديث فهو مذهبي»: «ينبغي تقييد ذلك بما إذا وافق قولاً في المذهب؛ إذ لم يأذنوا في الاجتهاد فيما خرج عن المذهب بالكلية؛ مما اتفق عليه أئمتنا؛ لأن اجتهادهم أقوى من اجتهاده». وبناء على ذلك ردُّوا ترجيحات الإمام الكمال بن الهمام، وهو خاتمة المحققين كما نعته ابن عابدين، ولم يعملوا بها، حتى قال تلميذه العلامة قاسم: «لا يُعمل بأبحاث شيخنا التي تخالف المذهب».

## أصول الاستنباط العامة في المذهب
أصول الاستنباط عند الاحناف ثلاثة، وهي كتاب الله، والسنة، وإجماع الأمة، والأصل الرابع هو القياس. كما قيده فقيه ماوراء النهر فخر الإسلام البزدوي صاحب الطريقة وصاحب المنتخب الحسامي الإمام حسامِ الدين محمّدِ بنِ محمّد عمر الأخسيكثي.
ورغم أن الإمام أبا حنيفة لم يُؤثر عنه تفاصيل المنهج الذي اعتمده في بناء مذهبه، ولا القواعد التفصيلية التي جرى عليها في بحثه واجتهاده، إلا أنه قد رُويت عنه عدة روايات توضح الخطوط العريضة التي سار عليها، والمنهج العام الذي اعتمده في إرساء قواعد المذهب وأصوله، ومن هذه الروايات ما يلي: ما رواه الصّيمَري والخطيب البغدادي عن يحيى بن ضُرَيس قال: «شهدت سفيان وأتاه رجل، فقال له: ما تنقم على أبي حنيفة؟ قال: وما له؟ قال: سمعته يقول: آخذ بكتاب الله، فما لم أجد فبسُنة رسول الله، فإن لم في كتاب الله ولا سُنة رسول الله، أخذت بقول أصحابة؛ آخذ بقول من شئت منهم، وأدع من شئت منهم، ولا أخرج من قولهم إلى قول غيرهم، فأما إذا انتهى الأمر، أو جاء إلى إبراهيم، والشعبي، وابن سيرين، والحسن، وعطاء، وسعيد بن المسيّب، وعدد رجالاً، فقوم اجتهدوا فأجتهد كما اجتهدوا».
وروى الموفق المكي في كتابه مناقب الإمام أبي حنيفة عن عبد الكريم بن هلال عن أبيه قال: سمعت أبا حنيفة يقول: «إذا وجدت الأمر في كتاب الله تعالى أو في سنة رسول الله صلى الله عليه وسلم، أخذت به، ولم أصرف عنه، وإذا اختلف الصحابة اخترت من قولهم، وإذا جاء من بعدهم أخذت وتركت». وروى ابن المكي أيضاً عن سهل بن مزاحم قال: «كلام أبي حنيفة أخذٌ بالثقة، وفرار من القبح، والنظر في معاملات الناس وما استقاموا عليه، وصلُح عليه (أمرهم)، يُمضي الأمور على القياس، فإذا قَبُح القياس يمضيه على الاستحسان ما دام يُمضي له، فإذا لم يُمضِ له، رجع إلى ما يتعامل المسلمون به، وكان يوصل الحديث المعروف الذي أجمع عليه، ثم يقيس عليه ما دام القياس سائغاً، ثم يرجع إلى الاستحسان، أيهما كان أوفق رجع إليه. قال سهل: هذا علم أبي حنيفة رحمه الله، علم العامة». وروى أيضاً عن الحسن بن صالح قال: «كان أبو حنيفة شديد الفحص عن الناسخ من الحديث والمنسوخ، فيعمل بالحديث إذا ثبت عنده عن النبي صلى الله عليه وسلم، وعن أصحابه، وكان عارفاً بحديث أهل الكوفة، وفقه أهل الكوفة، شديد الاتّباع لما كان عليه الناس ببلده».
ومن خلال هذه الروايات التي تنبّه على منهج الإمام وطريقته في الاستنباط، بَلْور أئمة الحنفية هذه المنهجية، وحدّدوا معالمها، ووضعوها في قالبها الأصولي، وجعلوا أصول الاستنباط عند الإمام على النحو التالي:

### الكتاب
فهو أصل الأصول، ومصدر المصادر، وما من مصدر إلا يرجع إليه في أصل ثبوته، وهو نور الشريعة الساطع. والمراد من الكتاب بعض الكتاب وهو الآيات المتعلقة بالأحكام والحلال والحرام، ومقداره - كما هو المشهور - خمس مائة آية والباقي قصص ونحوها.

#### الملحق بالكتاب
- شرائع السابقة الباقية[36] إذا قصها الله في الكتاب من غير انكار كقوله: (وَكَتَبْنَا عَلَيْهِمْ فِيهَا أَنَّ النَّفْسَ بِالنَّفْسِ وَالْعَيْنَ بِالْعَيْنِ وَالْأَنفَ بِالْأَنفِ وَالْأُذُنَ بِالْأُذُنِ وَالسِّنَّ بِالسِّنِّ وَالْجُرُوحَ قِصَاصٌ ۚ فَمَن تَصَدَّقَ بِهِ فَهُوَ كَفَّارَةٌ لَّهُ ۚ وَمَن لَّمْ يَحْكُم بِمَا أَنزَلَ اللَّهُ فَأُولَٰئِكَ هُمُ الظَّالِمُونَ)[37]

### السنة
وهي المصدر الثاني من مصادر الشريعة، المبيّنة، والشارحة، والمفسرة للكتاب؛ فكان أبو حنيفة يأخذ بما صح عن النبي، فإذا صح عن النبي قولان وتعارضا؛ أخذ بالأخير منهما. وهذا في السنة المتواترة والمشهورة، وكذا أخبار الآحاد، إلا إذا خالفت قياساً راجحاً؛ - والقياس الراجع عن الحنفية هو الأصل العام الذي ثبتت قطعيته، وكان تطبيقه على الفرع قطعياً - فحينئذ يُقدِّم القياس، ليس عن هوى، ولا إعراض عن حديث صحيح، وإنما لمزيد من الحرص والاحتياط. ومعلوم تشدد أبي حنيفة في قبول الرواية؛ صيانة لحديث النبي، أو لأن تلك الأخبار -أخبار الآحاد- عارضت أصلاً عاماً من أصول الشرع ثبتت قطعيته، وكان تطبيقه على الفرع قطعياً؛ فحينئذ يُضعِّف تلك الأخبار، ويحكم بالقاعدة العامة التي لا شُبهة فيها. والشاهد أن الأصل عن أبي حنيفة تقديم خبر الآحاد على القياس؛ كما يقول أبو زيد الدبُّوسي: «الأصل عند علمائنا الثلاثة -يعني أبا حنيفة وأبا يوسف ومحمد بن الحسن الشيباني- أن الخبر المروي عن النبي صلى الله عليه وسلم من طريق الآحاد مقدَّم على القياس الصحيح».
لكنه قد يخرج عن هذا الأصل لتأويل محتمل عنده؛ كما يقول ابن عبد البر: «وكان ردُّه لما رَدَّ من أخبار الآحاد بتأويل محتمل، وكثير منه قد تقدَّمه إليه غيره، وتابعه عليه مثله ممن قال بالرأي، وجُلُّ ما يوجد له من ذلك ما كان منه اتباعاً لأهل بلده؛ كإبراهيم النخعي، وأصحاب ابن مسعود...». إلى أن قال: «ليس لأحدٍ من علماء الأمة يُثبت حديثاً عن النبي صلى الله عليه وسلم ثم يردُّه دون ادعاء نَسْخ عليه بأثرٍ مثله، أو بإجماع، أو بعملٍ يجب على أصله الانقياد إليه، أو طعن في سنده، لو فعل ذلك أحدٌ سقطت عدالته، فضلاً عن أن يُتّخذ إماماً، ولزمه إثمُ الفسق».

#### ملحق بالسنة
- شرائع الأمم السابقة الباقية إلا ما لم يقصها الرسول وما قصها الرسوله ثم أنكر بعد القصة صريحا بان قال لا تفعلوا مثل ذلك أو دلالة بأن قال ذلك جزاء ظلمهم.[36]
- أقوال الصحابة فيما لا يعقل، وذلك إذا اختلفوا وتعددت أقوالهم، فإنه يتخيّر منها ما يراه أقرب إلى روح الشريعة، ولا يخرج عن أقوالهم،[43] ولاحتمال السماع من الرسول عليه السلام، بل هو الظاهر في حقه وان لم يسند إليه.[44]

### الإجماع
وذلك إذا لم يجد في المسألة نصاً من القرآن، ولا من السنة، ووجد إجماعاً؛ فإنه يأخذ به ويقدمه. ويشير إلى ذلك قوله في معرض حديثه عن القياس: «وهذا القياس الذي نحن فيه... ويكون العمل على الكتاب والسنة والإجماع».

#### الملحق بالاجماع
- العُرْف أو تعامل الناس،[47] وذلك إذا لم يكن نص، ولا إجماع، ولا حمل على النصوص بطريق القياس أو الاستحسان؛ فإنه ينظر في معاملات الناس، ويبني الحكم على ما تعارفوا عليه.[48] وجاز الاستحسان للإجماع الثابت بالتعامل، وفي القياس لا يجوز.[49]

### القياس
وذلك إذا لم يجد شيئاً مما سبق، فحينئذٍ يجتهد فيقيس إذا ما وجد القياس سائغاً، ولا يقدّم القياس على شيء مما سبق، حتى إنه في بعض المسائل كان يرى القول بالقياس فيها ظاهراً، لكنه يترك ذلك لأجل النص؛ كما في خبر أبي هريرة في الذي يأكل أو يشرب ناسياً؛ فإنه أعمله وقال به رغم مخالفته للقياس عنده، وقال: «لولا الرواية لقلتُ بالقياس».

#### الملحق بالقياس
- الاستحسان، وهو دليل الذي يعارض القياس الظاهر،[52] وذلك إذا قَبُح القياس ولم يستقم، فحينئذٍ يستحسن.[53] والاستحسان عنده ليس قولاً بالتشهي، ولا عملاً بما يستحسنه من غير دليل قام عليه شرعاً، فهو أجلُّ قدراً، وأشد ورعاً من أن يفعل ذلك. وإنما الاستحسان عنده كما قال أبو الحسن الكَرْخي: «أن يَعْدل الإنسان عن أن يحكم في المسألة بمثل ما حكم به في نظائرها إلى خلافه؛ لوجه أقوى يقتضي العدول عن الأول».[54] وهو أحسن ما قيل في تعريف الاستحسان كما قال الشيخ محمد أبو زهرة.[55]
- أقوال الصحابة فيما لا يعقل، ملحقة بالقياس، وهذا لدفع دخل بعض أنه قد يثبت الحكم الشرعي بقول الصحابي سواء كان فيما يدرك بالقياس أو لا.[56]

## أشهر مصنفات المذهب

كتاب الآثار/ للإمام محمد بن الحسن الشيباني المتوفى سنة 189هـ (تلميذ الإمام أبي حنيفة) من أوائل كتب أدلة المذهب الحنفي.

كتاب الفتاوى الهندية المعروفة بالفتاوى العالمكيرية في مذهب الإمام الأعظم أبي حنيفة النعمان/ هي مجموعة من الأحكام الفقهية المأخوذة من مذهب الحنفية قام بتأليفها جماعة من علماء الهند برئاسة الشيخ نظام الدين البرنهابوري بأمر من سلطان الهند أبي المظفر محيي الدين محمد أورنك زيب الملقب باسم عالَم كَير؛ أي: فاتح العالم.

كتاب الفتاوى التاتارخانية/ كتاب مهم في الفقه الحنفي جمعه المؤلف من أكثر من ثلاثين كتابا وسمي بالفتاوى التاتارخانية نسبة إلى تاتارخان وهو من كبار الأمراء والوزراء في الهند الإسلامية في القرن الثامن الهجري وقد جاء الكتاب موزعا على أبواب الفقه فبدأ بكتاب الطهارة ثم كتاب الصلاة...الخ.

كتاب الخلاصة البهية في مذهب الحنفية/ تأليف: حسين عبد الرحمن البنجاوي (من علماء الأزهر) كتاب مهم في تعلم الفقه وتعليمه فهو يشتمل على متن كاف وواف من المتون المجملة التي أعدت في الفقه الحنفي وقد اشتمل الكتاب على عدد من الموضوعات الهامة مثل تراجم أئمة المذهب الحنفي وأقسام الأحكام الشرعية ومراتب المسائل في المذهب الحنفي والكتب المعتمدة في المذهب وأسس المذهب الحنفي واصطلاحات علمائه.

المذهب الحنفي هو أوسع المذاهب انتشاراً، وأكثرها أتباعاً، وبناءً على ذلك فقد كثرت مصنفاته ما بين متون ومختصرات، وشروح ومطولات، وحواشٍ وتعليقات، وفتاوى ومنظومات... غير أن بعض هذه المصنفات طار ذكرها، وانتشر خبرها، وسار الرُّكبان بها، وتلقّاها علماء المذهب بالقبول، واعتمدوها أكثر من غيرها؛ إذ هي مَعنيّة بنقل الصحيح والراجح من المذهب. ومعلوم أن المحققين من متأخري الحنفية كابن عابدين، وعبد الحي اللكنوي قسموا الكتب المصنفة في المذهب إلى كتب معتمدة في نقل المذهب، وكتب غير معتمدة، ولا يجوز الإفتاء منها.
وقد ذكروا في أسباب عدم اعتمادها: كونها تجمع الأقوال الضعيفة والمسائل الشاذة، وإن كان مؤلفوها من كبار الفقهاء؛ كما هو الحال في كتاب القُنية للزاهدي (ت 658 هـ)، والسراج الوهاج شرح مختصر القدوري لأبي بكر الحدادي (ت 800 هـ)، والدر المختار لعلاء الدين الحصكفي (ت 1088 هـ). أو لكونها لم يُطّلع على حال مؤلفيها؛ هل كانوا فقهاء معتمدين، أم كانوا جامعين بين الغث والسمين؛ كما هو الحال بالنسبة لشمس الدين القهستاني (ت 953 هـ) صاحب شرح النُقاية المسمّى بجامع الرموز، وكما هو الحال بالنسبة لمنلا مسكين (ت 954 هـ) صاحب شرح كنز الدقائق. وقد يكون عدم اعتمادها راجعاً إلى إعراض أجلّة العلماء وأئمة الفقهاء عنها، فإن هذا يُعدّ علامة واضحة على عدم اعتبارها عندهم.
أما المصنفات المعتمدة فكثيرة، وهي مُقسّمة على النحو التالي:
ويأتي على رأسها كتب ظاهر الراوية. ومرتبة هذه الكتب في المذهب كمرتبة الصحيحين في الحديث؛ إذ هي الأصل الذي يُرجع إليه في فقه أبي حنيفة وأصحابه. ولذا عُني بها العلماء عناية كبيرة حتى إن الإمام محمد بن محمد ابن أحمد المروزي المعروف بالحاكم الشهيد (ت 334 هـ) قام بجمعها واختصارها في كتاب واحد سمّاه: الكافي. ولذا عدّه أئمة الحنفية أصلاً من أصول المذهب، وتباروا في شرحه، فكان أجلّها وأشهرها كتاب المبسوط لشمس الأئمة السرخسي.
قال ابن عابدين في منظومته:
ونقل ابن عابدين عن العلامة قاضي القضاة عماد الدين الطرطوسي قوله في مبسوط السرخسي: «مبسوط السرخسي لا يُعمل بما يخالفه، ولا يُركن إلا إليه، ولا يُفتى ولا يعوّل إلا عليه».
ثانياً: المتون المعتمدة: وهذه المتون تنقسم إلى:
1. متون معتمدة عند المتقدمين.
2. متون معتمدة عند المتأخرين.

والمراد بالمتقدمين: قيل: هم من أدرك الأئمة الثلاثة (أبا حنيفة، وأبا يوسف، ومحمد بن الحسن الشيباني)، والمتأخرون من لم يدركهم. وقيل: الحد الفاصل بين المتقدمين والمتأخرين: رأس القرن الثالث؛ فالمتقدمون قبله، والمتأخرون بعده. أما المتون المعتمدة عند المتقدمين: فهي تلك التي صنّفها كبار المشايخ والفقهاء؛ كأبي بكر الخصّاف (ت 261 هـ)، وأبي جعفر الطحاوي (ت 321 هـ)، والحاكم الشهيد (ت 334 هـ)، وأبي الحسن الكَرْخي (ت 340 هـ)، وأبي بكر الجصّاص (ت 370 هـ)، وغيرهم. فهذه المتون والمختصرات ملحقة بمسائل الأصول، وظواهر الروايات في صحتها وثقة رواتها. يقول العلامة المطيعي: "فاللازم أن يأخذ بما في رواية الأصول، ثم بما في المتون والمختصرات؛ كمختصر الطحاوي، والكرخي، والحاكم الشهيد، فإنها تصانيف معتبرة، ومؤلفات معتمدة، قد تداولها العلماء...". وأما المتون المعتمدة عن المتأخرين: فقد نص عليها ابن عابدين بقوله: "المتون المعتبرة كالبداية، ومختصر القُدُوري، والمختار، والنُّقاية، والوقاية، والكنز، والملتقى، فإنها الموضوعة لنقل المذهب مما هو ظاهر الرواية.
وفيما يلي عرض لهذه المتون، وبعض شروحها بإيجاز، وذلك على النحو التالي:
- مختصر القدوري: لشيخ الحنفية في زمانه أبي الحسين القُدُوري (ت 428 هـ)؛ وهو مختصر في الفروع جمع فيه الإمام القُدُوري الراجح من الروايات في كتب ظاهر الراوية.[73] وهو الذي يطلق عليه لفظ (الكتاب) في المذهب.[74] قال حاجي خليفة في كشف الظنون: «وهو متن متين معتبر متداول بين الأئمة الأعيان، وشهرته تُغني عن البيان».[75] وشروحه كثيرة جداً منها:[76] اللباب لجلال الدين اليزدي (ت 591 هـ)، ومنها: الترجيح والتصحيح على القُدُوري لابن قطلوبغا الحنفي (ت 879 هـ).
- بداية المبتدي: للإمام برهان الدين المرغيناني (ت 593 هـ)؛ جمع فيه بين مختصر القُدوري، والجامع الصغير لمحمد بن الحسن الشيباني.[77] ثم قام بشرحه في مصنفه الشهير بالهداية، ومع الوقت صار الهداية كتاباً أصليّاً، قام بشرحه كثير من أئمة الحنفية؛ قال علامة الهند محمد عبد الوهاب البَهاوي: «فلمّا كان كتاب الهداية شرح البداية من عمدة كتب الحنفية قد أكبّ عليه العلماء...».[78]

ومن أبرز هذه الشروح: شرح أكمل الدين البابرتي (ت 786 هـ) المسمّى بالعناية شرح الهداية. ومنها شرح الكمال بن الهمام (ت 861 هـ) المسمى بفتح القدير للعاجز الفقير؛ وهو من أشهر شروح الهداية المتداولة بين العلماء والمعتمدة عندهم. وغير ذلك من الشروح.
- وقاية الرواية في مسائل الهداية: لإمام محمود بن أحمد بن عُبيد الله بن إبراهيم المحبوبي الحنفي، المعروف بتاج الشريعة (ت 673 هـ)، انتخبه من الهداية، وصنفه لحفيده صدر الشريعة؛ ليسهل عليه حفظه.[81] قال حاجي خليفة: «وهو متن مشهور، اعتنى بشأنه العلماء بالقراءة والتدريس والحفظ».[82] وعليه شروح كثيرة؛ أحسنها كما قال اللكنوي:[83] شرح حفيده صدر الشريعة عبيد الله بن مسعود المحبوبي. وقال حاجي خليفة: «وهذا الشرح لا يحتاج من شهرته إلى التعريف».[84]
- المختار للفتوى: للإمام مجد الدين بن مودود الموصلي (ت 683 هـ). وهو مختصر في الفروع، اختار فيه الإمام أبي حنيفة من كتب ظاهر الرواية، ثم قام بشرحه بكتابه الذي أسماه: الاختيار لتعليل المختار.[85] وعليه شروح أخرى كثيرة. قال اللكنوي: «وقد طالعت المختار والاختيار، وهما كتابان معتبران عند الفقهاء».[86]
- مجمع البحرين وملتقى النهرين: ذكره اللكنوي في المتون المعتمدة (ص: 107) للإمام مُظفّر الدين أحمد ابن علي بن ثعلب، المعروف بابن الساعاتي (ت 694 هـ)؛ جمع فيه بين مختصر القُدوري، ومنظومة نجم الدين عمر النسفي في الخلاف، مع بعض الزيادات، ورتبه فأحسن ترتيبه، وأبدع في اختصاره.[87] قال حاجي خليفة: «وهو كتاب سهل حفظه؛ لنهاية إيجازه، وحلُّه صعب؛ لغاية إعجازه، بحر مسائله، جمٌ فضائله».[88] وقد وضعت عليه شروح كثيرة منها:[88] المستجمع للقاضي بدر الدين العيني (ت 855 هـ)، وهو شرح حافل. ومنها: تشنيف المسمع في شرح المجمع للقاضي أحمد بن محمد بن شعبان الطرابلسي المغربي (ت 1020 هـ).
- كنز الدقائق: للإمام أبي بركات حافظ الدين عبد الله بن أحمد بن محمود النسفي (ت 710 هـ). وهو أحد المتون التي اصطلح علماء المذهب على تسميتها بالمتون الثلاثة عند الإطلاق.[89] وهذا يدل على شهرته وجلالته عندهم؛ قال اللكنوي: «وكنز الدقائق متن مشهور في الفقه».[90] وقد اعتنى به فقهاء الحنفية، وشَرَحه كثير منهم، ولعل من أشهر شروحه؛ شرح الإمام فخر الدين عثمان بن علي الزيلعي (ت 743 هـ) المسمى بـ (تبيين الحقائق لما فيه من تبيين ما اكتنز من الدقائق وزيادة ما يُحتاج إليه من اللواحق).[91] قال اللكنوي: «قد طالعت شرحه -يعني الزيلعي- للكنز، وهو شرح معتمد مقبول، وهو المراد بالشارح في (البحر الرائق)».[92] ومن شروحه المعتمدة والمشهورة أيضاً: شرح الإمام زين العابدين بن إبراهيم، المعروف بابن نجيم المصري (ت 970 هـ)، والمسمى بـ (البحر الرائق شرح كنز الدقائق).[93]
- النُقاية مختصر الوقاية: لصدر الشريعة عُبيد الله بن مسعود بن محمود المحبوبي (ت 745 هـ أو 747 هـ)؛ اختصر فيه متن (الوقاية) الذي ألفه جدّه تاج الشريعة.[83] وقد وضعت عليه شروح كثيرة منها:[94] كمال الدراية في شرح النُقاية للشيخ تقي الدين أحمد بن محمد الشُّمُنِّي (ت 872 هـ). ومنها: فتح باب العناية لشرح كتاب النُقاية للملا علي القاري (ت 1014 هـ).
- ملتقى الأبحر: للإمام إبراهيم الحلبي (ت 956 هـ)؛ جمع فيه مسائل المتون الأربعة (القدوري، المختار، كنز الدقائق، الوقاية)، وأضاف إليه بعض ما يحتاج إليه من مسائل، ونُبْذة من (الهداية)، وقدّم من أقاويلهم ما هو الأرجح، ونبّه على الأصح والأقوى، ولهذا بلغ صيته الآفاق، ووقع على قبوله بين الحنفية الاتفاق.[95]

وقد وُضِعت عليه شروح كثيرة؛ منها: شرح العلامة علاء الدين الحَصْكَفي (ت 1088 هـ) والمسمى بـ (الدر المنتقَى في شرح الملتقى). ومنها: شرح العلامة عبد الرحمن بن محمد بن سليمان، المشهور بـ (شيخي زادة) (ت 1078 هـ) المسمّى بـ (مجمع الأنهر شرح ملتقى الأبحر). وهذا الشرح من الشروح التي برزت بعد الألف من الهجرة، وقصدها علماء المذهب وأتباعه. ومن الشروح التي ذاع صيتها، وانتشر خبرها: (بدائع الصنائع في ترتيب الشرائع) للإمام علاء الدين الكاساني الملقب بملك العلماء (ت 587 هـ)؛ وهو شرح عظيم وضعه على كتاب تحفة الفقهاء لأستاذه علاء الدين السمرقندي (ت 539 هـ). قال حاجي خليفة: «وهذا الشرح تأليف يطابق اسمه معناه».
ومن الشروح التي ذاع صيتها، وانتشر خبرها أيضاً لكن بعد الألف من الهجرة، بحيث أصبحت عمدة في المذهب عند المتأخرين ما يلي:
- رد المحتار على الدر المختار، أو ما يعرف بـ (حاشية ابن عابدين): للإمام ابن عابدين الدمشقي الحنفي (ت 1252 هـ).[101]

وهذا الكتاب -كما قال محمد أحمد علي-: «يكاد يتسنّم ذُرى الشهرة بين كتب الفترة المتأخرة؛ فهو معتمد أكثر العلماء المعاصرين. والكتاب حاشية على كتاب الدر المختار لعلاء الدين الحصكفي الذي شرح فيه كتاب تنوير الأبصار لمحمد بن عبد الله التّمُرْتاشي (ت 1004 هـ)، لكنه لم يتمه؛ إذ وافته المنية، فأكمله ابنه محمد علاء الدين ابن عابدين».
- عمدة الرعاية في حل شرح الوقاية: للعلامة عبد الحي اللكنوي الهندي الحنفي (ت 1304 هـ)؛ وهو حاشية على كتاب (شرح الوقاية) لصدر الشريعة. وهذا الكتاب مشهور ومتداول بين علماء الهند.[103]

وإضافة إلى ما سبق من الكتب والمتون والشروح؛ فقد وُجد للحنفية كتب للفتاوى طار ذكرها، وانتشر خبرها، وتلقّاها علماؤهم بالقبول والإعجاب، من أشهرها: الفتاوى الولوالجية لعبد الرشيد بن أبي حنيفة الوَلْوَالجي (ت 540 هـ)، والسراجية لسراج الدين علي بن عثمان بن محمد التميمي الأوشي (ت 575 هـ)، والفتاوى الخانية لفخر الدين قاضيخان (ت 592 هـ)، والبزّازيّة لمحمد بن محمد البزّازي (ت 827 هـ)، والفتاوى الهندية التي قام عليها مجموعة من علماء الهند بأمر من السلطان محمد أورنك عالِم كير (ت 1118 هـ)؛ فجمعوا فيها ما اتُفق عليه، وأفتى به الفحول، ووضعوا فيها من نوادر المسائل ما تلقّاه العلماء بالقبول، إضافة إلى الفتاوى الحامديّة لحامد بن علي بن إبراهيم العمادي (ت 1171 هـ)، التي اختصرها ونقّحها ابن عابدين في كتابه: العقود الدُّرّيّة تنقيح الفتاوى الحامدية.

### كتب تراجم علماء المذهب

كتاب الجواهر المضيئة في طبقات الحنفية/ تأليف: الفقيه المحدث المؤرخ عبد القادر بن أبي الوفاء القرشي المتوفي سنة (775هـ).

كتاب الأثمار الجنية في الأسماء الحنفية/ تأليف: الإمام نور الدين الملا علي القاري المتوفى سنة (1014هـ).

لقد حفل المذهب الحنفي بمكتبة كبيرة من الكتب التي ترجمت لعلمائه، ومن هذه الكتب:
- أخبار أبي حنيفة وأصحابه — الحسين بن علي الصيمري
- وفيات الأعيان من مذهب النعمان — نجم الدين الطرطوسي
- طبقات الفقهاء الحنفية — صلاح الدين عبد الله بن المهندس
- التذكرة — تقي الدين المقريزي
- نظم الجمان في طبقات أصحاب إمامنا النعمان — ابن دُقْماق
- الجواهر المضية في طبقات الحنفية — عبد القادر بن أبي الوفاء القرشي
- المرقاة الوفية في طبقات الحنفية — مجد الدين الفيروزآبادي
- طبقات الحنفية — ابن قاضي شهبة
- طبقات الحنفية — بدر الدين العيني
- طبقات الحنفية — شمس الدين السخاوي
- طبقات الحنفية — عفيف الدين الشرواني
- طبقات الحنفية — شمس الدين القونوي، المعروف بابن أجا
- طبقات الحنفية — محمد الثقفي الحلبي، المعروف بابن الشحنة الصغير
- تاج التراجم في طبقات الحنفية — قاسم بن قَطْلوبغا
- الطبقات السنية في تراجم الحنفية — تقي الدين الغزي
- الأثمار الجنية في الأسماء الحنفية — الملا علي القاري
- خلاصة الجواهر في طبقات الأئمة الحنفية الأكابر — شمس الدين الداغستاني
- الفوائد البهية في تراجم الحنفية — عبد الحي اللكنوي

### كتب المذهب باللغات الأخرى
- بهار شريعت للشيخ أمجد علي الأعظمي الهندي المتوفى 1367 هـ

## أشهر مصطلحات المذهب الفقهية
للحنفية -كغيرهم- مصطلحات اصطلحوا عليها، وعبارات تعارفوا عليها في مصنفاتهم، ولذا كان لابد لمن أراد التعرف على مذهبهم، وفهم رموزه ومفاتيحه، أن يطّلع على هذه المصطلحات، وأن يعرف مرادهم بها، حتى يتسنى له فهم كلامهم وفق مرادهم. وفيما يلي بعض لأشهر مصطلحاتهم:

### مصطلحات تتعلق بالأعلام
وتنقسم إلى قسمين: كلميّة، وحرفيّة.

#### المصطلحات الكلميّة
من أشهرها ما يلي:
1. الإمام، أو الإمام الأعظم: والمراد به أبو حنيفة.
2. الإمام الثاني: ويراد به أبو يوسف.[105]
3. الإمام الربّاني: ويقصد به محمد بن الحسن الشيباني.[105]
4. الشيخان: ويقصد بهما أبو حنيفة وأبو يوسف.
5. الطرفان: ويقصد بهما أبو حنيفة ومحمد بن الحسن.
6. الصاحبان: ويقصد بهما أبو يوسف ومحمد.
7. أئمتنا الثلاثة: ويراد بهم (أبو حنيفة، وأبو يوسف، ومحمد).
8. السلف: ويراد بهذا المصطلح عندهم: من أبي حنيفة إلى محمد بن الحسن.
9. الخَلَف: ويراد بهم من محمد بن الحسن إلى شمس الأئمة الحَلْواني (ت 448 هـ).[106]
10. شيخنا: إذا أطلق في (الدر المختار)؛ فالمراد به: خير الدين الرملي.[107]
11. المتأخرون: ويطلقونه على الأئمة من شمس الأئمة الحلواني إلى حافظ الدين الكبير البخاري (ت 693 هـ).
12. الصدر الأول: ومرادهم به القرون الثلاثة التي شُهد لها بأنها خير القرون.
13. شمس الأئمة: يقصد به عند الإطلاق شمس الأئمة السرخسي صاحب المبسوط (ت 490 هـ).
14. الحسن: إذا ذُكر مطلقاً في كتب الفقه؛ فهو الحسن بن زياد اللؤلؤي، وإذا ذكر مطلقاً في كتب التفسير؛ فهو الحسن البصري.
15. الحاكم الشهيد: ويقصد به محمد بن محمد بن أحمد المروزي البَلْخي صاحب الكافي (ت 334 هـ).
16. الصدر الشهيد: ويقصد به عمر بن عبد العزيز بن عمر بن مازه (ت 536 هـ).
17. الحسام الأخْسِيكَثي: ويقصد به محمد بن محمد بن عمر بن حسام الدين، صاحب المنتخب في الأصول (ت 644 هـ).
18. صدر الشريعة: ويراد به عند الإطلاق عُبيد الله بن مسعود بن محمود المحبوبي، شارح متن الوقاية (ت 745 هـ أو 747 هـ).
19. الصدر الأكبر أو برهان الأئمة: ويقصد به عبد العزيز بن عمر بن مازه.
20. الصدر السعيد: ويراد به تاج الدين أحمد بن عبد العزيز بن عمر ابن مازه.
21. تاج الشريعة: ويقصد به محمود بن أحمد بن عُبيد الله المحبوبي، صاحب متن الوقاية (ت 673 هـ).
22. برهان الإسلام: ويقصد به رضي الدين السرخسي (ت 544 هـ).
23. فخر الإسلام: ويقصد به علي بن محمد البَزْدَوي، وكان يسمى، أبو العُسْر (ت 482 هـ).
24. مفتي الثقلين: ويقصد به أبو حفص عمر بن محمد النفسي صاحب منظومة الفقه (ت 537 هـ).
25. الأستاذ: ويقصد به عبد الله بن محمد بن يعقوب الحارثي السُّبَذْمُوني، الملقب بالفقيه الحارثي (ت 340 هـ).
26. المحقِّق: ويراد به في إطلاق متأخري الحنفية: الكمال ابن الهُمام (ت 861 هـ).[108]
27. إمام الحرمين: إمام الحرمين لقب لإمامين كبيرين حنفي وشافعي. فالحنفي: أبو المظفر يوسف القاضي الجرجاني. والشافعي أبو المعالي عبد الملك الجويني.
28. إمام الهدى: ويراد به الفقيه أبو الليث السمرقندي صاحب تفسير بحر العلوم (ت 373 هـ أو 393 هـ).
29. إمام زاده: ويقصد به محمد بن أبي بكر الجُوغي، صاحب كتاب شرعة الإسلام (ت 573 هـ).
30. ملك العلماء: ويُراد به علاء الدين الكاساني صاحب البدائع (ت 587 هـ).

#### المصطلحات الحرفية
من أشهرها ما يلي:
1. (س): يشار به إلى أبي يوسف. أشار إليه بذلك: الموصلي في المختار للفتوى، والنسفي في الوافي وكنز الدقائق.[110]
2. (ز): ويشار به إلى زُفر. أشار إليه بذلك أيضاً: الموصلي، والنسفي في كتبهم المذكورة آنفاً.[110]
3. (م): يشار به إلى محمد بن الحسن الشيباني. أشار إليه بذلك أيضاً: الموصلي، والنسفي في كتبهم المذكورة آنفاً.[111]
4. (سم): يشار به إلى أبي يوسف ومحمد. أشار إليه بذلك الموصلي في المختار.[110]
5. (ح): رمز بن ابن عابدين في حاشيته إلى العلامة الحلبي (ت 1190 هـ).[112]
6. (ط): رمز به ابن عابدين أيضاً في الحاشية إلى العلامة أحمد بن محمد بن إسماعيل الطهطاوي (ت 1231 هـ).[111]

### مصطلحات تتعلق بالكتب والمصنفات
ومن أشهرها ما يلي:
- مسائل الأصول أو ظاهر الرواية: ويقصد بها المسائل المرويّة عن أبي حنيفة وأبي يوسف ومحمد بن الحسن الشيباني، وقد يلحق بهم زُفَر، والحسن بن زياد اللؤلؤي، وغيرهما ممن أخذ عن أبي حنيفة، لكن الغالب الشائع أن تكون قول الثلاثة، أو بعضهم. وهذه المسائل دوّنها محمد بن الحسن في كتبه الستة التي هي (الأصل، والزيادات، والجامع الصغير، والجامع الكبير، والسّيَر الصغير، والسير الكبير). وسميت بظاهر الرواية؛ لأنها رُويَت عن محمد برواية الثقات، فهي ثابتة عنه؛ إما متواترة، أو مشهورة.[113]
- النوادر: ويقصد بها المسائل المروية عن أبي حنيفة وأصحابه، لكنها ليست في كتب ظاهر الرواية، وإنما دُوّنت في كتب أخرى لمحمد بن الحسن؛ كالكيسانيّات، والرقيّات، والهارونيّات، والجرجانيّات، أو دُوّنت في كتب غير محمد؛ كالأمالي لأبي يوسف، والمجرّد للحسن بن زياد. وهي دون ظاهر الرواية-؛ لأنها لم تُرْوَ عن محمد بطرقٍ كطرق ظاهر الرواية.[114]
- مسائل الفتاوى أو النوازل أو الواقعات: وهي المسائل التي استنبطها المجتهدون المتأخرون لمّا سُئلوا عنها، ولم يجدوا فيها رواية للمتقدمين.[115]
- الأصل: إذا أطلق مفرداً فمرادهم به المبسوط لمحمد بن الحسن؛ لأنه أول ما كُتب من كتب ظاهر الرواية.[116]
- الكتاب: ومرادهم به إذا أطلقه فقهاؤهم: مختصر القدوري.[117]
- المحيط: عند الإطلاق يراد به المحيط البرهاني لبرهان الدين البخاري.[118]
- المبسوط: ويُراد به عند الإطلاق مبسوط السرخسي.[119]
- المتون الثلاثة: ومرادهم بها: متن (مختصر القُدوري) (ت 428 هـ)، ومتن (الوقاية) لتاج الشريعة المحبوبي (ت 673 هـ)، ومتن (كنز الدقائق) لأبي البركات النسفي (ت 710 هـ).[120]
- المتون الأربعة: ويقصدون بها عند الإطلاق الثلاثة السابقة، ومتن (المختار) لأبي الفضل عبد الله بن محمود الموصلي (ت 683 هـ)، أو متن (مجمع البحرين) لمظفّر الدين أحمد بن علي البغدادي (ت 694 هـ).[120]

## وصلات خارجية
- منارة الفقة الحنفي والعقيدة الماتريدية
- بوابة الحركات الإسلامية: المذهب الحنفي.. المذهب الأكثر انتشاراً
- وزارة الأوقاف والشؤون الإسلامية بالمغرب: المذهب الحنفي
- مسجد صلاح الدين: طبقات الفقهاء في المذهب الحنفي والنقاش حولها